# Stripped of My Heart, My Soul
Stripped of My Heart, My Soul – album Elvisa Presleya, składający się z utworów nagranych 3 lipca 1973 w Atlancie. Wydane w 2009 roku.  

## Lista utworów
1. "2001"
2. "C.C. Rider"
3. "I Got a Woman – Amen"
4. "Help Me Make It Through The Night"
5. "Steamroller Blues"
6. "You Gave Me a Mountain"
7. "Love Me"
8. "Blue Suede Shoes"
9. "Rock Medley"
10. "My Way"
11. "How Great Thou Art"
12. "Hound Dog"
13. "Fever"
14. "Something"
15. "All Shook Up"
16. "Memphis, Tennessee"
17. "What Now My Love"
18. "Suspicious Minds"
19. "Band Introduction"
20. "I’ll Remember You"
21. "I Can’t Stop Loving You"
22. "Release Me"
23. "An American Trilogy"
24. "A Big Hunk O’Love"
25. "Can’t Help Falling In Love"